# Jennifer Rizzotti
Jennifer Marie Rizzotti (White Plains, 15 maggio 1974) è un'ex cestista e allenatrice di pallacanestro statunitense, professionista nella ABL e nella WNBA.

## Carriera
È stata selezionata dalle Houston Comets al quarto giro del Draft WNBA 1999 (48ª scelta assoluta).

## Palmarès
- Campionessa NCAA (1995)
- Campionato WNBA: 2

Houston Comets: 1999, 2000